# Бинарная матрица
Бинарная матрица (двоичная матрица, (0, 1)-матрица) — матрица, элементы которой принадлежат множеству {\displaystyle \{0,1\}.}
{\displaystyle {\begin{pmatrix}0&0&0&1\\0&1&0&1\\1&1&0&0\end{pmatrix}}} — бинарная матрица {\displaystyle 3\times 4}

## Примеры
- Единичная матрица (на главной диагонали единицы, остальные элементы нулевые).
- Нулевая матрица (все элементы нулевые).
- Матрица единиц (все элементы равны единице).
- Матрица сдвига (единицы на главной наддиагонали или поддиагонали, остальные элементы нулевые).
- Матрица перестановки — бинарная матрица, в каждом столбце и строке которой в точности один элемент равен единице, а все остальные элементы равны 0.

- В теории графов матрицей смежности простого графа называется бинарная матрица, на пересечении {\displaystyle i}-ой строки и {\displaystyle j}-го столбца которой стоит 1, если вершины {\displaystyle i,j} соединены ребром (или дугой), и 0 в противном случае. Матрица инцидентности неориентированного графа и матрица достижимости орграфа также являются бинарными матрицами.